# Rogowski-Kapelle
Die Rogowski-Kapelle (polnisch Kaplica Hińczy z Rogowa) war eine der Kapellen, die die Krakauer Kathedrale umgeben. Sie stand unter dem Patrozinium der Heiligen Kinder von Betlehem.

## Geschichte

Grundriss der Kathedrale:
Rogowski-Kapelle ist Nr. 4

Die gotische Kapelle wurde 1459 vom Ritter Hińcza von Rogów gestiftet und bis 1465 fertiggestellt. Sie wurde 1773 profaniert, und an ihrer Stelle entstand der Eingang zur Gruft der Königsgräber. Der Zugang vom Schiff der Kathedrale wurde zugemauert. An dem Gewölbe sind noch gotische Fresken erhalten.

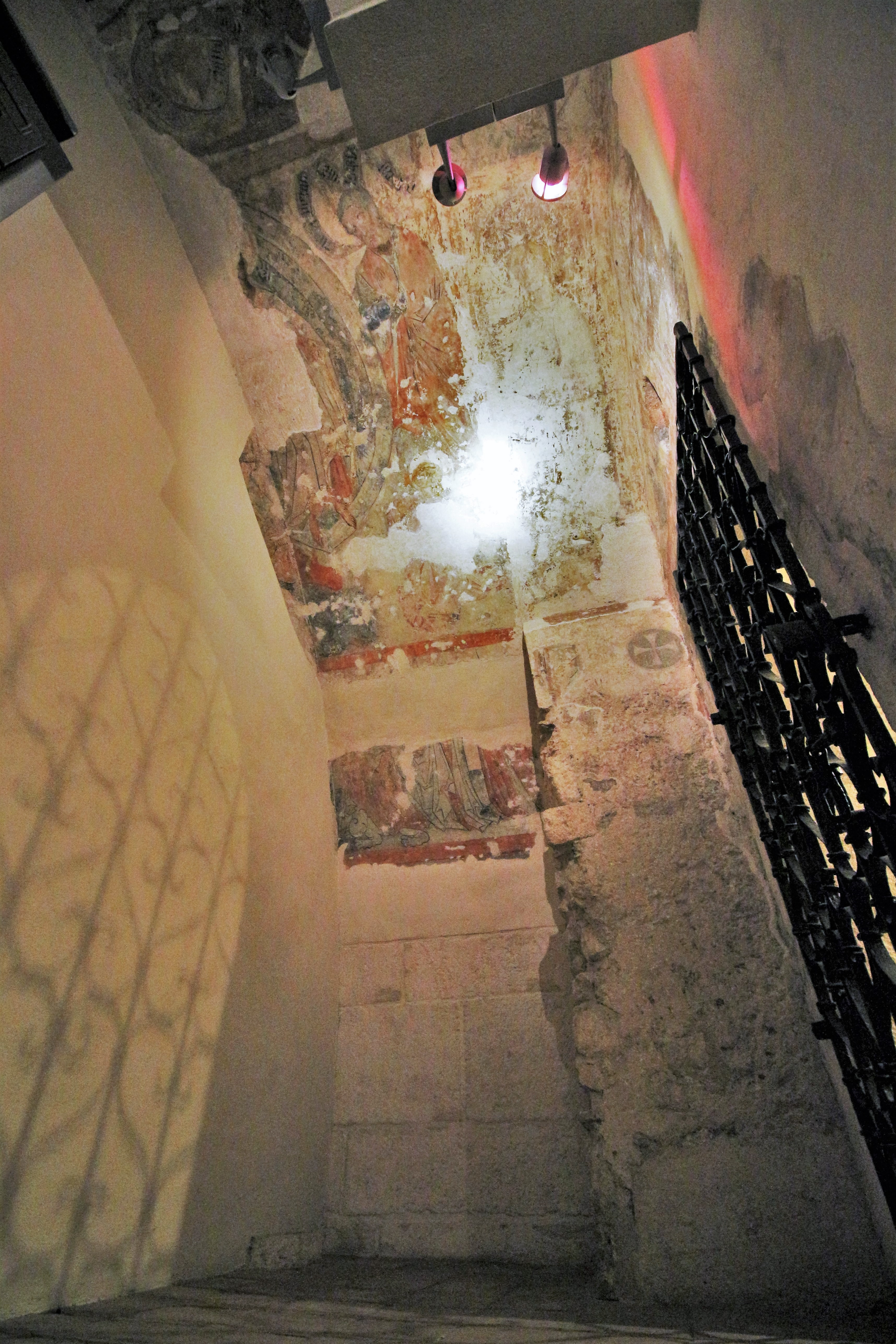
Fresken
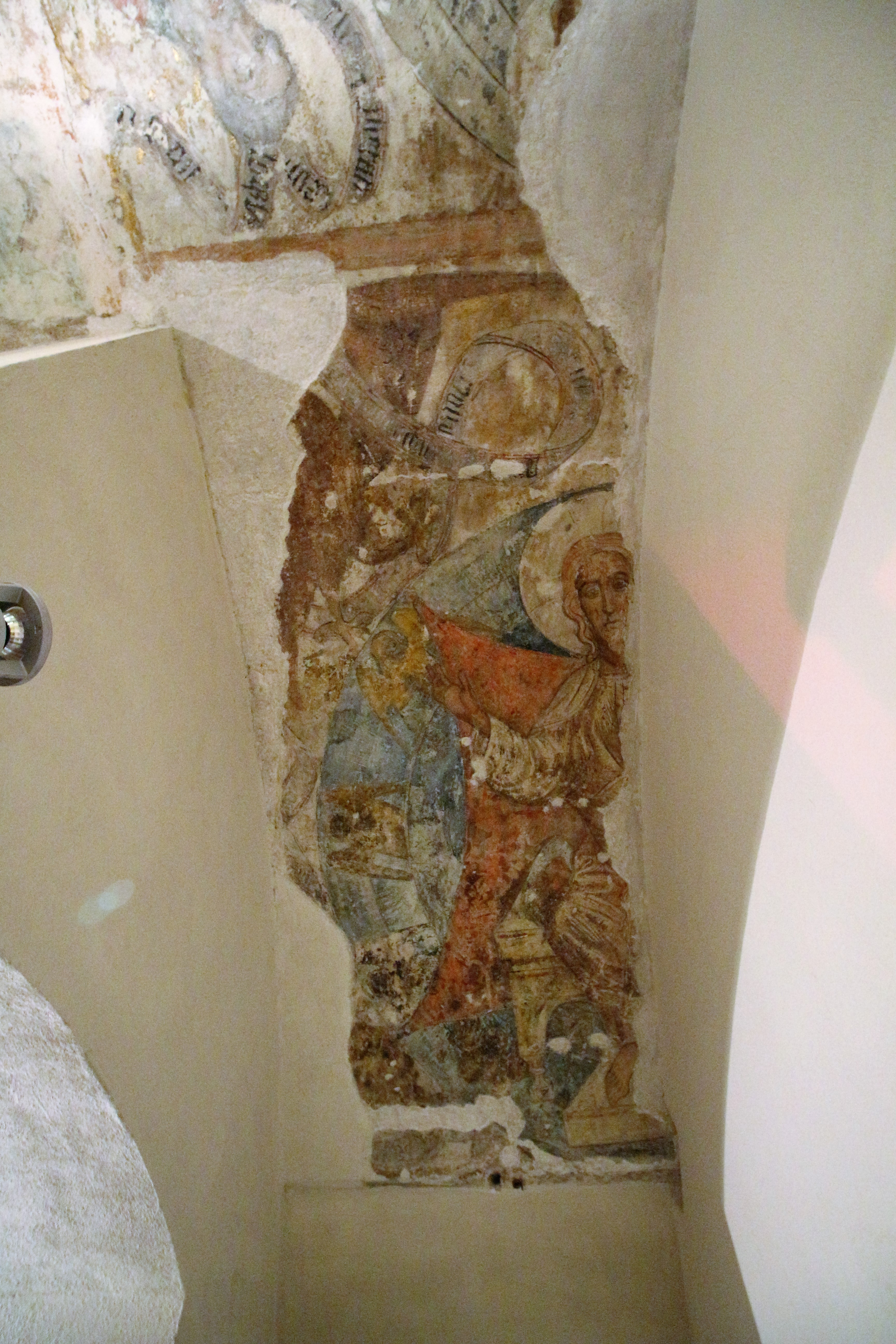
Fresken

## Quelle
- Michał Rożek: Krakowska katedra na Wawelu. Wydawnictwo św. Stanisława BM Archidiecezji Krakowskiej, Kraków 1989